# Stefano Pozzi
Stefano Pozzi (* 9. November 1699 in Rom; † 11. Juni 1768 ebendort) war ein italienischer Maler.

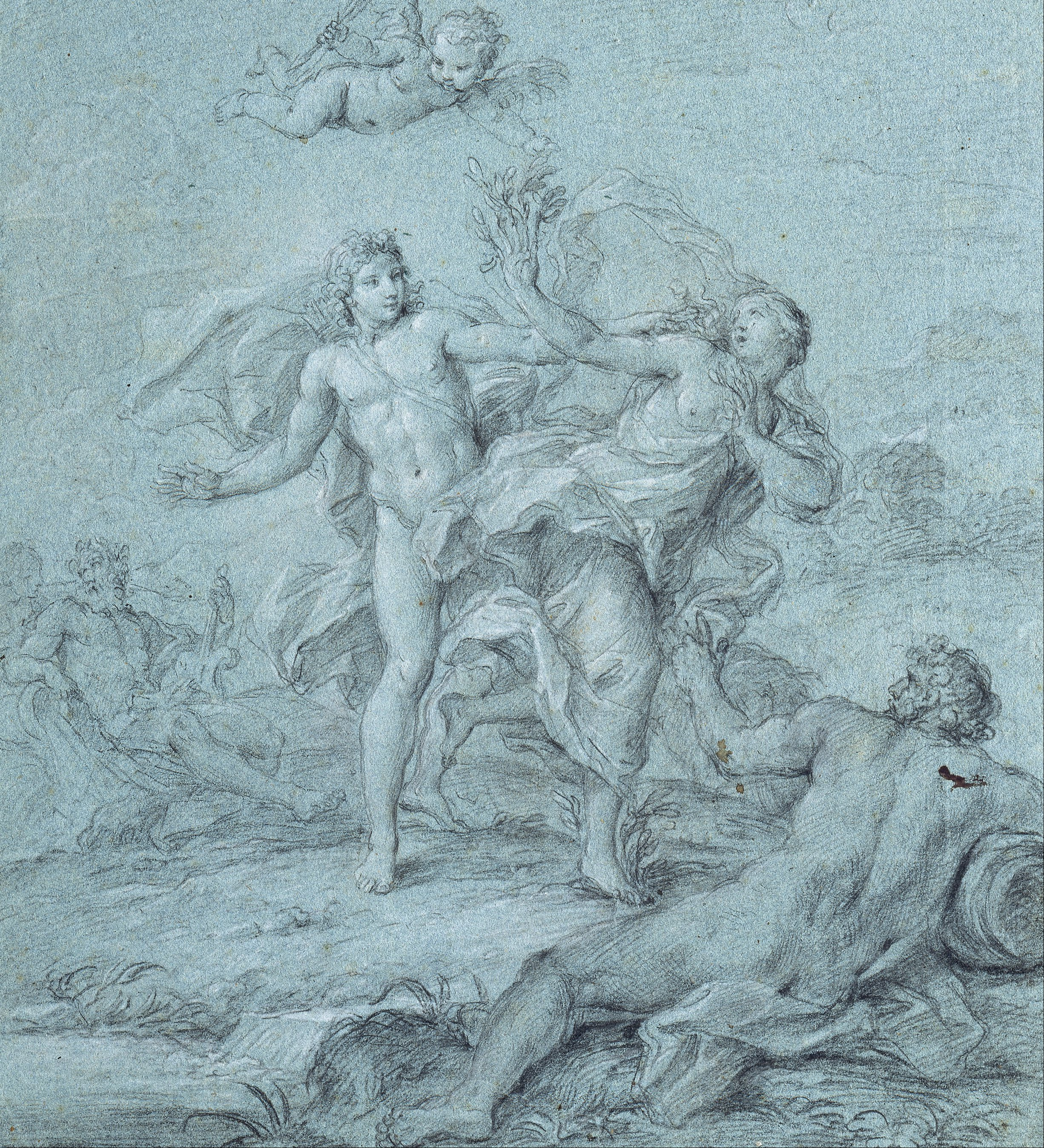
Stefano Pozzi, Apollo und Daphne

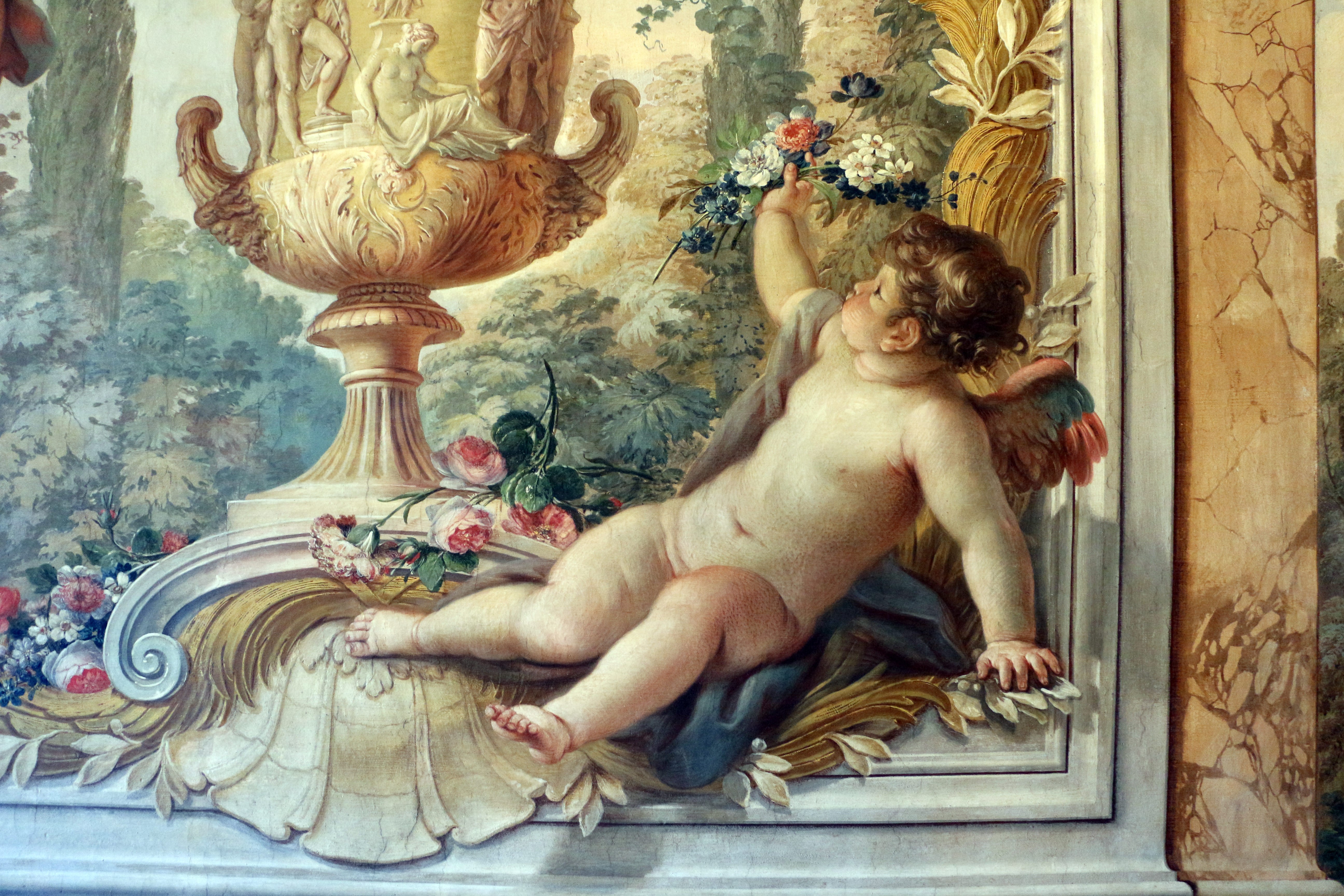
Palazzo Colonna, Gelbes Zimmer, Fresken von Giuseppe und Stefano Pozzi (Figuren) und Giovanni Angeloni (Landschaften)

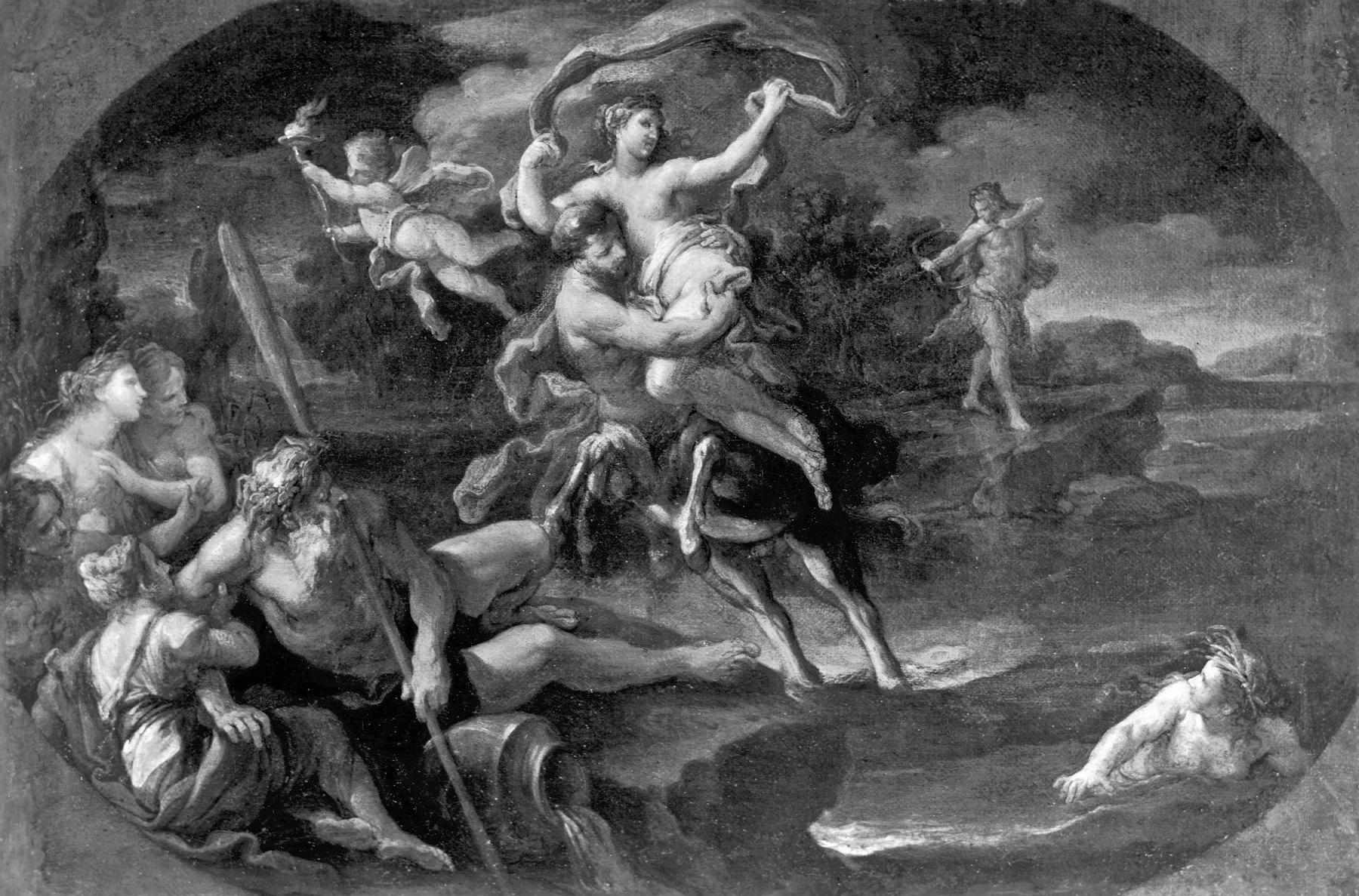
Stefano Pozzi, Die Entführung der Deianira. Walters Art Gallery (Baltimore)

## Leben
Stefano Pozzi war ein vielseitiger Künstler, der die Entwicklung des Zeitgeschmacks aufmerksam verfolgte. Er war zunächst Schüler von Andrea Procaccini, dann von Agostino Masucci und schließlich von Pompeo Batoni, den er 1758 als Kustos für die Gemälde der Vatikanischen Paläste ablöste. Er ließ sich vom Geschmack von Carlo Maratta, dem symbolträchtigen Künstler der römischen Malerei des 18. Jahrhunderts, inspirieren, aber mit zarteren, weicheren und nüchternen Tönen. Sein raffiniertes und elegantes Rokoko im römischen Stil, das auch von der Malerei Sebastiano Riccis beeinflusst ist, tendiert zu einer etwas albernen Anmut und nimmt den Neoklassizismus vorweg.
Die Accademia di San Luca bewahrt eine seiner Studien aus dem Jahr 1716, welche die Urania zeigt in der Kapitolinischen Sammlung auf. Stefano wurde 1736 Mitglied der Accademia di San Luca und 1739 in die Congregazione dei Virtuosi al Pantheon aufgenommen, zu deren Vorstand er 1742 gewählt wurde. Er war mehrere Male Direktor der Accademia del Nudo (Akademie des Aktes) auf dem Kapitol. Er hatte zahlreiche Schüler, darunter Antonio Cavallucci (1752–1795), einen Maler des Spätbarock, sowie Giacomo Quarenghi und Andrea Vici, die später von der Malerei zur Architektur wechselten.

### Dekore in den Palästen des römischen Adels
Stefano Pozzi schmückte das Gewölbe des Gabinetto di Toletta im Palazzo Altieri (1743), malte die Drei Kardinaltugenden im Palazzo Colonna (1743–1750) und freskierte das Gewölbe des Saals von Elias und Elisei im Palazzo Valentini mit der Vision von Elias, der im Feuerwagen und unter den Augen von Elisei in den Himmel aufgenommen wird. Die Dekoration des Spiegelsaals im Palazzo Doria-Pamphili mit der Toilette der Venus und den Allegorien der vier Elemente ist wahrscheinlich sein letztes Werk (1767–1768).

### In Kirchen von Neapel und Rom
In Neapel arbeitete Stefano Pozzi von 1734 bis 1742 in der Apsis des Doms. In Neapel werden ihm auch die Fresken im Palazzo Calà Ulloa, der sich in der Nähe der Kirche San Carlo alle Mortelle befindet, zugeschrieben.
In Rom malte er sieben Ovale in der Kirche San Silvestro al Quirinale (1736) und arbeitete in der Kirche San Francesco di Paola (um 1736). Er freskierte die Glorie des Heiligen Apollinaris im Tonnengewölbe der Basilika Sant’Apollinare (1746). Er war für die Dekoration des Museo Sacro und des Museo Profano, in den Vatikanischen Palästen verantwortlich. Seine Gemälde befinden sich in der Basilika Santa Maria Maggiore, in der Basilika Santa Francesca Romana, in der Kirche Il Gesù und in der Kirche Sant’Ignazio.
Zwischen 1762 und 1767 malte er die Allegorie der Gerechtigkeit und des Friedens für die Serie der ehelichen Tugenden im Schlafzimmer von Ferdinand IV. von Bourbon und Maria Carolina von Habsburg im Palazzo Reale von Neapel nach einem ikonografischen Entwurf von Luigi Vanvitelli. Andere Künstler wie Giuseppe Bonito, Corrado Giaquinto und Francesco De Mura waren an der Herstellung der Modelle für die Wandteppiche beteiligt.